# 日本の女性解放運動
日本の女性解放運動（にほんのじょせいかいほううんどう）は明治大正期から盛んになった。別に「婦人運動」や「婦人解放運動」などとも呼ばれる。
「日本の女性史」及び「フェミニズムの歴史」も参照。

## 明治維新からの女性解放政策
日本では明治政府成立後の1872年に発令された芸娼妓解放令や福澤諭吉の唱えた男女同権論、あるいは1880年代の自由民権運動における景山英子、岸田俊子らによる婦人解放運動などが、女性解放運動の前史とされるが、反発も起こり十年ほどで急速にしぼんでしまう。

### 推進政策
- 1869年、関所を女性が自由に通行できるようになる。また津田真一郎（津田真道）刑法官が女子売買の禁止の健白書を政府に提出。
- 1871年、津田梅子ら五人の少女が岩倉使節団で米国へ留学する。
- 1872年、芸妓と娼妓の無条件解放が布告され、公娼制度は残されたが制限された（下記の芸娼妓解放令）。女学校ができた。
- 1873年、妻からも離婚訴訟が出来るようになる。女子伝習所（女子のための職業訓練所）が開設される。
- 1874年、東京女子師範学校が設立される。
- 1886年、矢嶋楫子により東京婦人矯風会が設立され、一夫一妻制の要求、廃娼運動、婦人参政権の要求、治安警察法の改正運動などが行われた。

### 反発政策
- 1885年、第1次伊藤博文内閣の文部大臣森有礼が「良妻賢母教育」こそ国是とすべきであると声明。翌年それに基づく「生徒教導方要項」を全国の女学校と高等女学校に配る。
- 1890年7月公布の「集会及政社法」にて女性の政治活動を禁止。女子は政談演説を聴きに行くことも禁じられ、戸外で三人以上集まる時は警察に届けなければならなくなった。

### 芸娼妓解放令
- 1872年(明治5年)、ノルマントン号事件が発生。人権問題の解消を促す流れの中で、芸娼妓解放令が出された。

### 日本初の女性参政権
1878年(明治11年)、区会議員選挙で楠瀬喜多という一人の婦人が、戸主として納税しているのに、女だから選挙権がないことに対し高知県に対して抗議した。しかし県には受け入れてもらえず、喜多は内務省に訴えた。そして1880年(明治13年）9月20日、日本で初めて（戸主に限定されていたが）女性参政権が認められた。その後、隣の小高坂村でも同様の条項が実現した。
この当時、世界で女性参政権を認められていた地域はアメリカ合衆国のワイオミング準州や英領サウスオーストラリアやピトケアン諸島といったごく一部であったので、この動きは女性参政権を実現したものとしては世界で数例目となった。しかし4年後の1884年（明治14年）、日本政府は「区町村会法」を改訂し、規則制定権を区町村会から取り上げたため、町村会議員選挙から女性は排除された。

## 女性解放運動家の登場
政府の反発政策に対して平塚らいてうら女性解放運動家が誕生し、政治的要求を正面に掲げた最初の婦人団体である「新婦人協会」もできる。女性に不利な法律の削除運動、女性の参政権獲得運動などがさかんになる。完全な女性参政権の獲得と言う大目標の達成には至らなかったが、女性の集会の自由を阻んでいた治安警察法第5条2項の改正（1922年）や、女性が弁護士になる事を可能とする、婦人弁護士制度制定（弁護士法改正、1933年）等、女性の政治的・社会的権利獲得の面でいくつかの重要な成果をあげた。
- 『青鞜』運動
- 母性保護論争（平塚雷鳥、与謝野晶子、山川菊栄）

## 日本の女性解放運動家
- 楠瀬喜多
- 福田英子
- 平塚らいてう
- 市川房枝
- 奥むめお
- 加藤シヅエ
- 久布白落実
- 坂本真琴

- 山川菊栄
- 伊藤野枝
- 山田わか
- 八木あき
- 松岡洋子
- 飯島愛子
- 田中美津